# Capraria
- Commons
- Wikispecies

Capraria L. é um género botânico pertencente à família Scrophulariaceae.

## Espécies
- Capraria aegyptiaca
- Capraria americanum
- Capraria annua
- Capraria arabica
- Capraria biflora
- «Lista completa»

## Classificação do gênero
| Sistema | Classificação                        | Referência               |
| ------- | ------------------------------------ | ------------------------ |
| Linné   | Classe Didynamia, ordem Angiospermia | Species plantarum (1753) |